# Aspella
Aspella is een geslacht van weekdieren uit de klasse van de Gastropoda (slakken).

## Soorten
- Aspella acuticostata (Turton, 1932)
- Aspella anceps (Lamarck, 1822)
- Aspella castor Radwin & D'Attilio, 1976
- Aspella cryptica Radwin & D'Attilio, 1976
- Aspella hastula (Reeve, 1844)
- Aspella helenae Houart & Tröndlé, 2008
- Aspella hildrunae Houart & Tröndlé, 2008
- Aspella lozoueti Houart & Tröndlé, 2008
- Aspella mauritiana Radwin & D'Attilio, 1976
- Aspella media Houart, 1987
- Aspella morchi Radwin & D'Attilio, 1976
- Aspella platylaevis Radwin & d'Attilio, 1976
- Aspella pollux Radwin & D'Attilio, 1976
- Aspella ponderi Radwin & D'Attilio, 1976
- Aspella producta (Pease, 1861)
- Aspella pyramidalis (Broderip, 1833)
- Aspella schroederi Houart, 1996
- Aspella senex Dall, 1903
- Aspella strepta Vokes, 1985
- Aspella thomassini Houart, 1985
- Aspella vokesiana Houart, 1983